# Ernst Dürr (Politiker)
Ernst Karl Leo Dürr (* 11. Oktober 1921 in Schärding; † 26. Juni 2002) war ein österreichischer Politiker (SPÖ). Von 1955 bis 1985 war er Abgeordneter zum Oberösterreichischen Landtag.

## Leben
Ernst Dürr wurde am 11. Oktober 1921 als Sohn des Holzhändlers Leo Dürr (* 12. April 1898) und dessen Ehefrau Johanna (geborene Palfinger; * 27. November 1900) in Schärding geboren und am 20. Oktober 1921 auf den Namen Ernst Karl Leo getauft. Seine Eltern hatten am 11. Mai 1921 geheiratet.
Ernst Dürr absolvierte die Städtische Wirtschaftsaufbauschule in Passau und legte während seiner Wehrdienstzeit auch die Reifeprüfung ab. Im Zweiten Weltkrieg diente er mehr als fünf Jahre, wurde mehrfach verletzt und ausgezeichnet. Nach dem Krieg war er zunächst bei der Handelskammer angestellt; 1951 übernahm er die Leitung der Arbeiterkammer Schärding, die er bis 1981 innehatte.
Dürr war Mitglied im Bezirksschulrat Schärding, Beisitzer am Arbeitsgericht Schärding und von 1949 bis 1955 Obmann des Mitgliederausschusses der Konsum-Abgabestelle Schärding. Von 1955 bis 1972 war er Obmann des Sportvereins ATSV Schärding und ab 1968 Präsident des ARBÖ Schärding.
Dürr war seit 1949 verheiratet und hatte ein Kind.

## Politik
1946 trat Dürr der SPÖ bei. Von 1948 bis 1951 war er Bezirksparteisekretär, zudem bis 1952 Bezirksobmann der Sozialistischen Jugend. Ab 1955 war Dürr Bezirksparteiobmann sowie Mitglied des Landesparteivorstandes der SPÖ. Im selben Jahr wurde Dürr in den Oberösterreichischen Landtag gewählt, dem er bis 1985 angehörte. Von 1968 bis 1973 war er dort stellvertretender Klubobmann der SPÖ, 1973 bis 1974 Klubobmann.
1948 zog Dürr in den Gemeinderat der Stadt Schärding ein; 1955 wurde er Stadtrat sowie Obmann des Krankenhaus-Ausschusses. Von 1973 bis 1979 war Dürr Vizebürgermeister von Schärding.

## Auszeichnungen
- 1970: Goldenes Ehrenzeichen für Verdienste um die Republik Österreich
- 1970: Goldenes Ehrenzeichen des Aero-Clubs
- 1973: ASKÖ-Ehrenplakette in Silber
- 1975: Oberösterreichisches Feuerwehr-Verdienstkreuz II. Stufe
- 1978: Ehrenring der Stadt Schärding
- 1987: Goldenes Ehrenzeichen des Landes Oberösterreich